# Kabul
Kabul (dari, paszto کابل) – stolica i największe miasto Afganistanu, liczące ponad 4,6 mln mieszkańców (2021), położone w prowincji (wilajecie) Kabul; główny ośrodek gospodarczy, naukowy i kulturalny kraju; w starożytności znane jako Ortospana, Kabura (Κάβουρα), Kophes lub Kophene.

## Położenie
Kabul leży na wysokości 1807 m n.p.m., w wąskiej kotlinie górskiej, ograniczonej górami Hindukusz na północy i Spin Ghar na południu, nad rzeką Kabul. Miasto jest połączone okrężną autostradą tzw. Ring Road z Ghazni, Kandaharem, Heratem oraz Mazar-e Szarifem.

## Historia

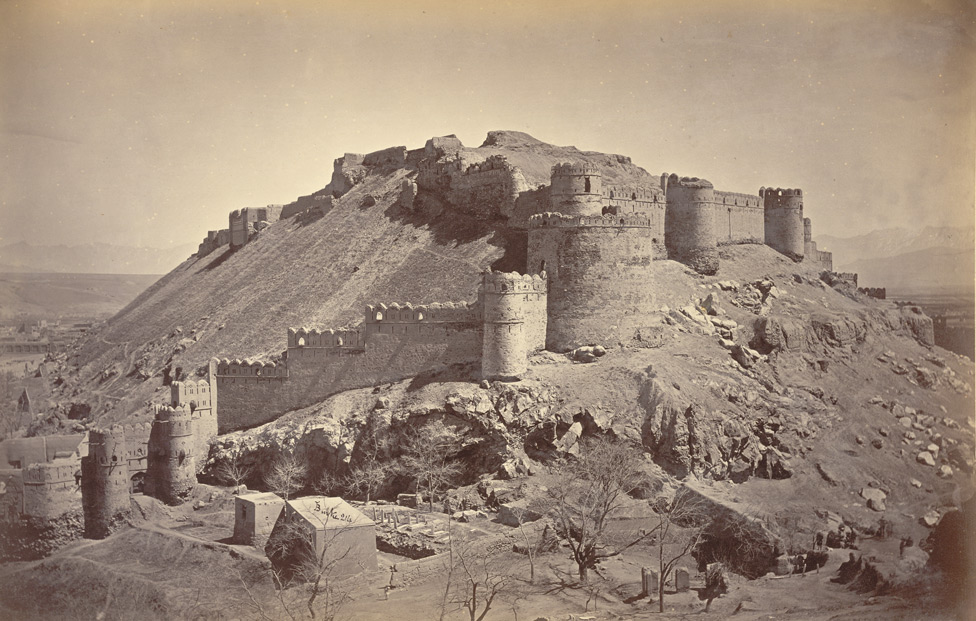
Kabul, cytadela Bala Hissar (1879)

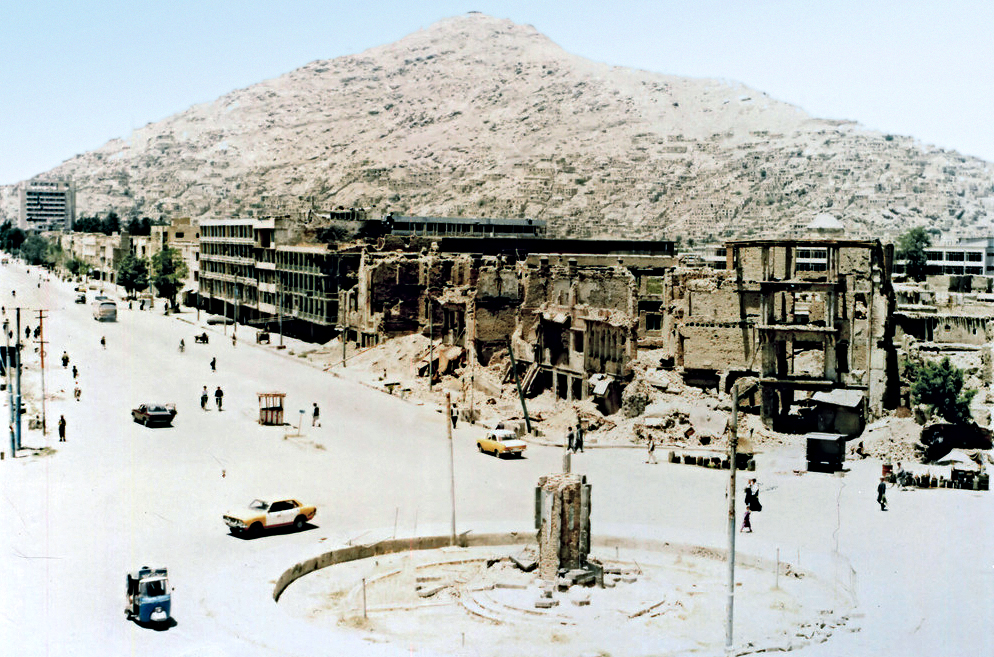
Kabul, al. Maiwand w czasie wojny domowej (1993)

Kabul ma ponad 3000 lat, wiele imperiów walczyło o to miasto z powodu jego strategicznego położenia wzdłuż szlaków handlowych południowej i centralnej Azji. Stanowił jeden z najbardziej wysuniętych na wschód rejonów Imperium Achemenidów. W 331 p.n.e. Aleksander Wielki pokonał Achemenidów i obszar Kabulu stał się częścią Imperium Seleucydów, a następnie państwa Maurjów. Pod koniec I wieku n.e. stał się stolicą Królestwa Kuszanów. W 1504 r. Timurydzki książę Babur zdobył Kabul. W 1776 r. stał się stolicą Afganistanu za Timura Szaha Durrani. W XIX wieku było kilkakrotnie najeżdżane przez sąsiadujące Brytyjsko-Indyjskie wojska podczas wojen brytyjsko-afgańskich. W 1919 roku, podczas III wojny brytyjsko-afgańskiej, miasto było bombardowane przez lotnictwo RAF Indii Brytyjskich. 
Od rewolucji kwietniowej (1978), poprzez radziecką interwencję w Afganistanie w latach 80., rządy talibów oraz interwencję amerykańską w XXI wieku miasto często było niszczone przez rebeliantów. Aktualnie jest ono w fazie rekonstrukcji. 
W czasie wojny w Afganistanie Kabul został zajęty przez talibów 15 sierpnia 2021; tego samego dnia prezydent Afganistanu Aszraf Ghani opuścił miasto; pod kontrolą wojska amerykańskiego pozostawał przez kolejne dwa tygodnie jedynie międzynarodowy port lotniczy Kabul, z którego do 30 sierpnia prowadzono pospieszną i chaotyczną ewakuację.

## Gospodarka

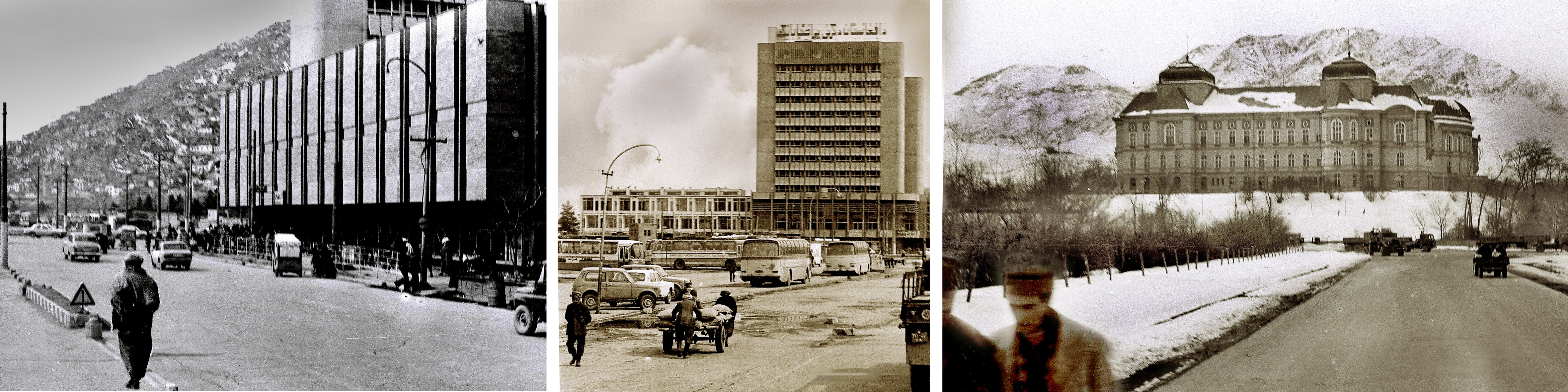
Kabul (1982)

W mieście produkuje się głównie amunicję, tkaniny, meble i uprawia buraki cukrowe, ale od 1978 r. rozwój ekonomiczny miasta był ograniczony, co było spowodowane prawie nieustającą wojną. Stan gospodarczy miasta uległ poprawie od czasu interwencji NATO w Afganistanie w 2001 roku.

## Zabytki
- pałac królewski Arg
- Ogrody Babura